# Dainius Trinkūnas
Dainius Trinkūnas (* 25. Juli 1931 in Šiauliai; † 30. November 1996 in Vilnius) war ein litauischer Pianist und Politiker.

## Leben
1949 absolvierte er die Musikschule Šiauliai und nach dem Abitur 1950 an der J. Janonis-Mittelschule 1955 das Studium am Lietuvos konservatorija. Ab 1955 unterrichtete er in der Musikschule Šiauliai, ab 1958 lehrte an der Lietuvos konservatorija, von 1960 bis 1970 war er Direktor der Čiurlionis-Kunstschule und von 1970 bis 1973 der Lietuvos filharmonija, von 1973 bis 1988 Vizeminister und von 1988 bis 1990 Minister für Kultur der Litauischen SSR. Von 1992 bis 1994 war er Minister für Kultur und Bildung im Kabinett Šleževičius.